# King Hobo
King Hobo est un jam band de blues rock suédois, formé en 2005. Jean-Paul Gaster, batteur de Clutch a rencontré Per Wiberg alors claviériste avec Opeth lors de la tournée Sounds of the Underground. Ils jouent ensemble et invitent d’autres musiciens de se joindre à eux, formant un groupe récréatif sous la devise « get funky or get out » (soit funky ou barre toi). Plus tard, ils se réunissent dans une maison louée par Wiberg en Suède et invitent le guitariste de Kamchatka, Thomas Andersson et Ulf Rockis Ivarsson, bassiste dans plusieurs groupes dont Enter the Hunt et Paatos, à enregistrer un album en une semaine.  
Les trois premiers musiciens se réunissent à nouveau et sortent un second album, Mauga, le 31 mai 2019, lui aussi issu d’une jam session. L’album est enregistré et mixé par Tobias Strandvik, batteur de Kamchatka. Per Wiberg passe à la basse pour un disque mêlant funk rock, blues, grunge et influences diverses,,. Revenant aux bases du stoner, le blues et le jazz, il propose un son plus progressif. 

## Membres
- Thomas Juneor Andersson - chant, guitare
- Jean-Paul Gaster - batterie
- Per Wiberg - claviers, guitare, chant, basse (sur Mauga)
- Ulf Rockis Ivarsson - basse sur le premier album